# Mesoleius ater
Mesoleius ater là một loài tò vò trong họ Ichneumonidae.